# Julián Castro (amerikansk politiker)
 For alternative betydninger, se Julián Castro. (Se også artikler, som begynder med Julián Castro)
Julián Castro (født 16. september 1974) er en amerikansk politiker, der er medlem af Det demokratiske parti. Han var det yngste medlem af Barack Obamas regering, hvor han i 2014-17 fungerede som bolig- og byudvikingsminister.
Forinden han tiltrådte som minister i 2014, var han fra 2009 borgmester i sin hjemby San Antonio i Texas. Han var nævnt som en mulig kandidat til i 2016 at stille op sammen med Hillary Clinton som hendes potentielle vice-præsidentkandidat ved Præsidentvalget i USA 2016. Castro er tvillingebror til kongresmedlemmet Joaquin Castro.
Den 12. januar 2019 meddelte Castro, at han stillede op til det demokratiske nomineringsvalg til Præsidentvalget i USA 2020.